# Allan Cederborg
Allan Cederborg, född 9 november 1868 i Maria Magdalena församling, Stockholms stad, död där 12 april 1931, var en svensk direktör, jurist och politiker (liberal).

## Biografi
Cederborg blev 1885 student vid Uppsala universitet och avlade där 1891 hovrättsexamen samt tjänstgjorde sedan flera år i Stockholms rådhusrätt och 1892–1902 i Kommerskollegium. Samtidigt var han stenograf i riksdagen 1893–1907 och hos Stockholms stadsfullmäktige 1899–1906 samt 1902–1907 sekreterare hos statens löneregleringskommitté.
Han blev stadsnotarie i Stockholms rådhusrätt 1907 och rådman där 1911, men tog avsked i november 1918, varefter han gick över till näringslivet och bland annat var vice ordförande i Svenska Handelsbanken 1923–1927, ordförande i Fastighets AB Huvudstaden 1925–1927 och vice ordförande i Kreuger & Toll AB 1925–1927.
Cederborg, som 1913–1918 fungerade som ordförande i Stockholms liberala valmansförening, var riksdagsledamot för Liberala samlingspartiet i andra kammaren för Stockholms stads första valkrets 1912–1914 och 1916–1917, och därefter för Liberala riksdagspartiet i första kammaren för Stockholms stads valkrets år 1929. I riksdagen satt han bland annat i lagutskottet och konstitutionsutskottet och ägnade sig också åt förvaltningsfrågor.
Han var också ordförande i statens bostadskommission 1911–1918. För medling i meningsskiljaktigheter och strider mellan arbetare och arbetsgivare var Cederborg mycket ofta tagen i anspråk. 1906–1907 var han ordförande i tariffnämnden för de typografiska yrkena, 1908–1918 förlikningsman i första distriktet och hade även därefter åtskilliga uppdrag som förlikningsman eller ledamot av förlikningskommissioner.
I stadsfullmäktige var Cederborg, vald av Frisinnade partiet, ledamot 1908–1910 och 1911–1927, han var vice ordförande 1915–1920 och var från 1920 till 1927 ordförande för såväl stadsfullmäktige som Stockholms stadskollegium. Bland hans många övriga kommunala uppdrag kan nämnas ledamotskapet av beredningsutskottet, numera kommunstyrelsen (ordförande) och stadshusnämnden, i 1908 års löneregleringskommitté, ordförandeskapet vid olika tider i lönenämnden, i bostads- och i arbetslöshetskommittéerna samt ledamotskap bland 1921 års bangårdsdelegerade. I styrelsen för stadens arbetsförmedling var han vice ordförande 1907–1910 och ordförande 1911–1920.
Cederborgska villan på Södermalm i Stockholm har fått sitt namn efter hyresgästen Allan Cederborg.